# Puig d'Aiguabona
El Puig d'Aiguabona és una muntanya de 533 metres que es troba al municipi de Cruïlles, Monells i Sant Sadurní de l'Heura, a la comarca catalana del Baix Empordà. Amb 533 metres, és considerat el sostre comarcal del Baix Empordà per l'institut Cartogràfic i Geològic de Catalunya.